# جوزيف فيربانكس
جوزيف فيربانكس هو سياسي كندي، ولد في 17 سبتمبر 1718، وتوفي في 10 يوليو 1796. انتخب عضو مجلس نواب نوفا سكوشا.